# Struffoli

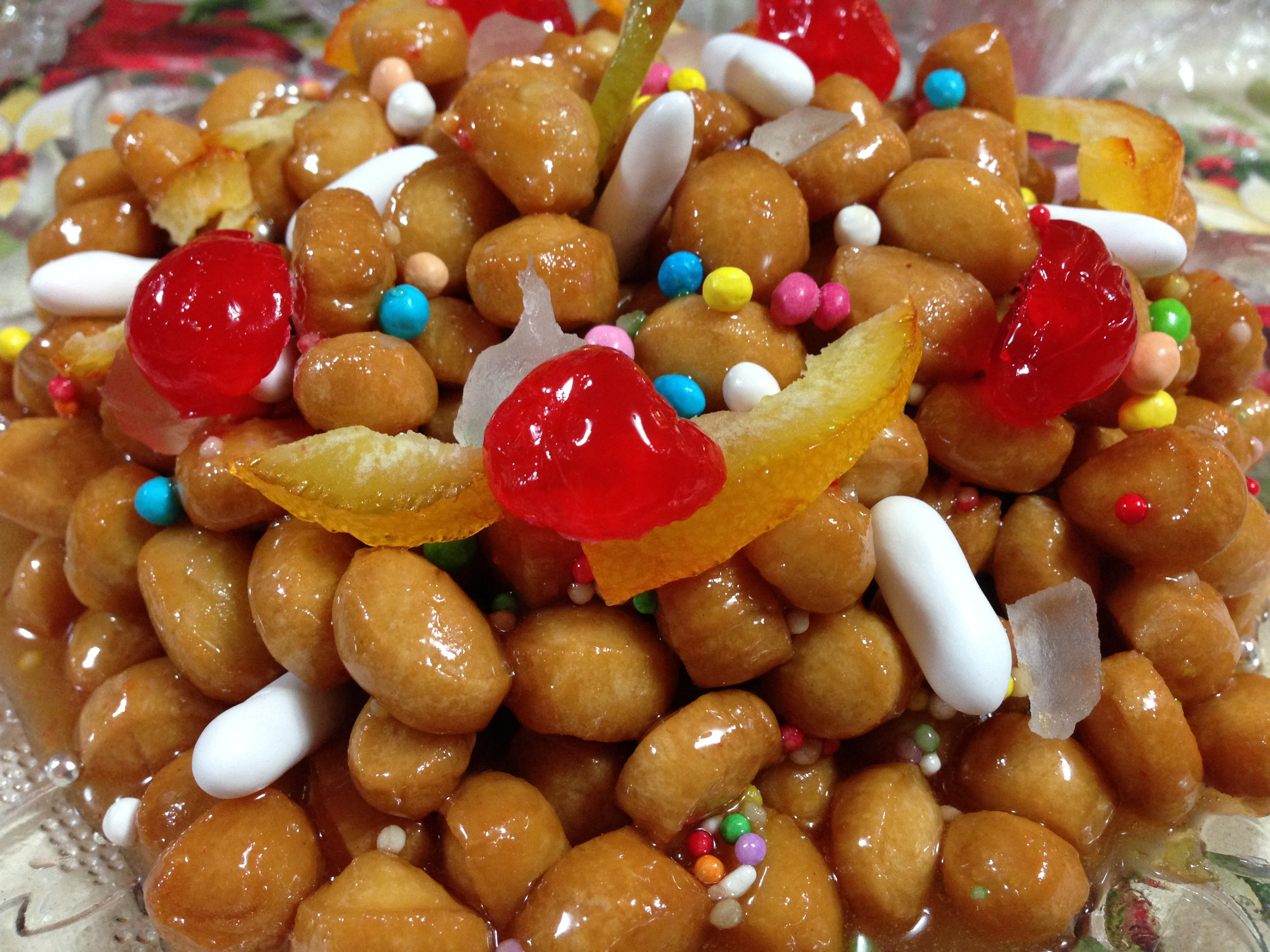

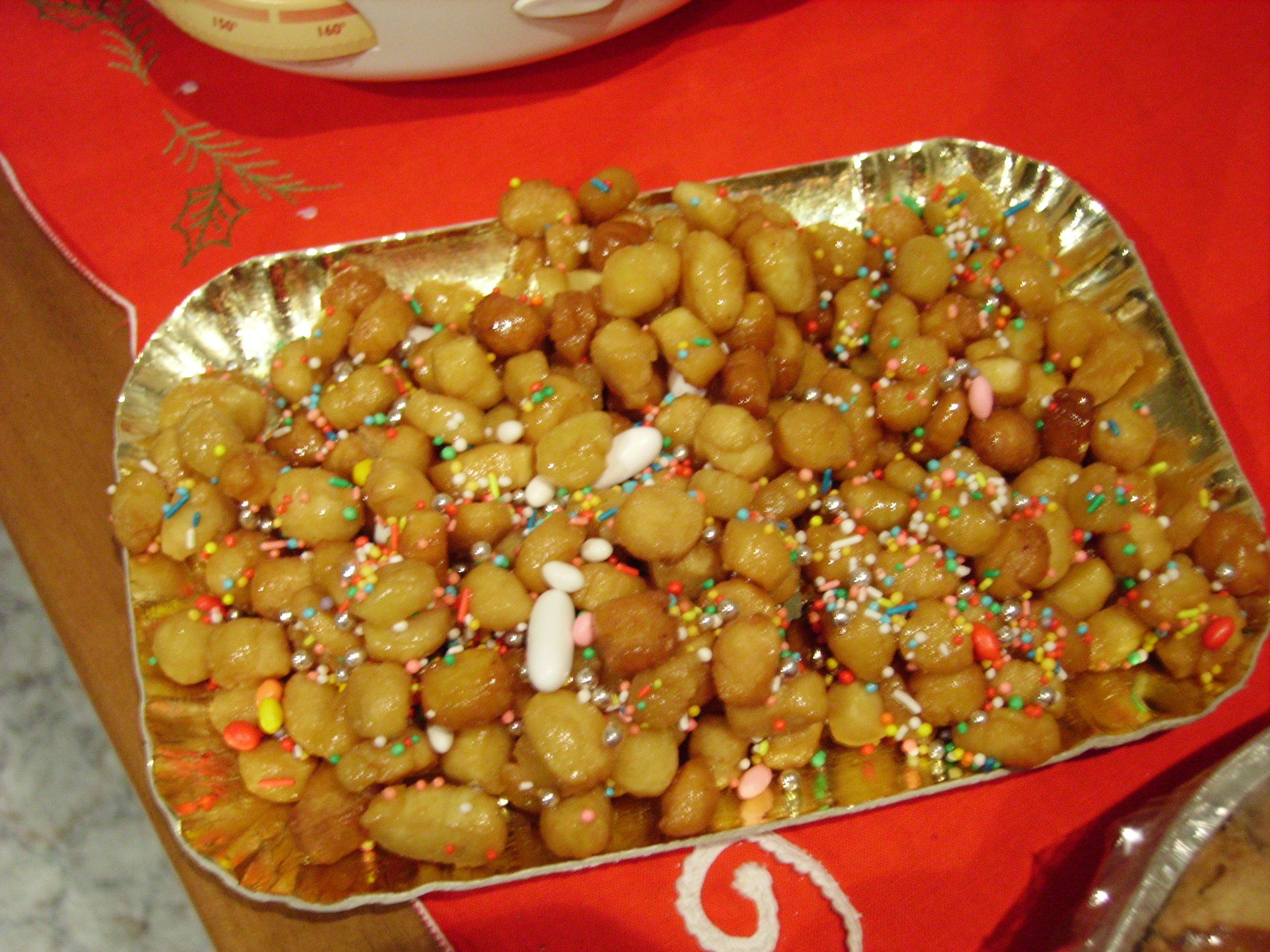

Struffoli – włoski deser typowy dla okresu Bożego Narodzenia. Znany jako miodowe kulki, jest to neapolitańskie danie z głęboko smażonych kulek słodkiego ciasta. Są to chrupiące na zewnątrz i lekkie w środku kulki, mieszane z miodem i innymi słodkimi składnikami, formowane w kopce lub pierścienie. Istnieje wiele różnych sposobów na ich doprawienie, ale tradycyjnym sposobem jest wymieszanie ich z miodem z diavulilli, cynamonem i kawałkami skórki pomarańczowej. Struffoli w regionie Kalabrii są znane jako scalilli, w Abruzji cicerchiata, a na Sycylii pignolata.
Żeby zrobić struffoli na początku należy wykonać ze składników ciasto i wyrobić ich na gładką masę. Potem przykrywa się to folią i odkłada się na 5 minut. W tym czasie na małym ogniu rozgrzewa się w garnku miód z cukrem. Później robi się z ciasta długie wałeczki, które później kroi się na malutkie kuleczki, bo urosną przy smażeniu. Smaży się je w wysokim garnku. Poziom oleju nie może przekraczać połowy garnka, gdyż robi się bardzo dużo piany, a ona potrafi wypłynąć z garnka. Kuleczki wrzuca się do oleju małymi partiami, które od razu się unoszą do góry. Wystarczy, że się troszeczkę zarumienią i można je wyciągać z garnka. Usmażone kuleczki wrzuca się do garnka z miodem, cukrem i jedną łyżką wody. Miesza się i odstawia się do wystygnięcia. Doda się startą skórkę z cytryny i pomarańczy. Następnie układa się deser na talerzu. Można stworzyć wianek. Na środku wkłada się miseczkę, która stworzy dziurkę. Po kilku chwilach deser zaczyna nabierać pożądanego kształtu. Dekoruje się posypką jak i dodaje się też owoce kandyzowane. 
Archestratus starożytny grecki poeta z Geli położonej miejscowości na Sycylii nazywa struffoli po grecku jako enkris (gr. ἐγκρίς), czyli kula ciasta smażona na oliwie z oliwek. Nazwa struffoli pochodzi od greckiego słowa strongoulos, co oznacza „zaokrąglony”. W XVII wieku zakonnice z Neapolu słynęły z struffoli, które sprzedawały ludziom. Zgodnie z tradycją struffoli są uważane za przynoszące szczęście, ponieważ kule są symbolem obfitości. Na Boże Narodzenie zakonnice robiły struffoli jako prezenty dla swoich arystokratycznych patronów, aby podziękować im za ich dobroczynność przez cały rok. Tradycja ta została zachowana przez domowych kucharzy i stała się tradycją bożonarodzeniową. 

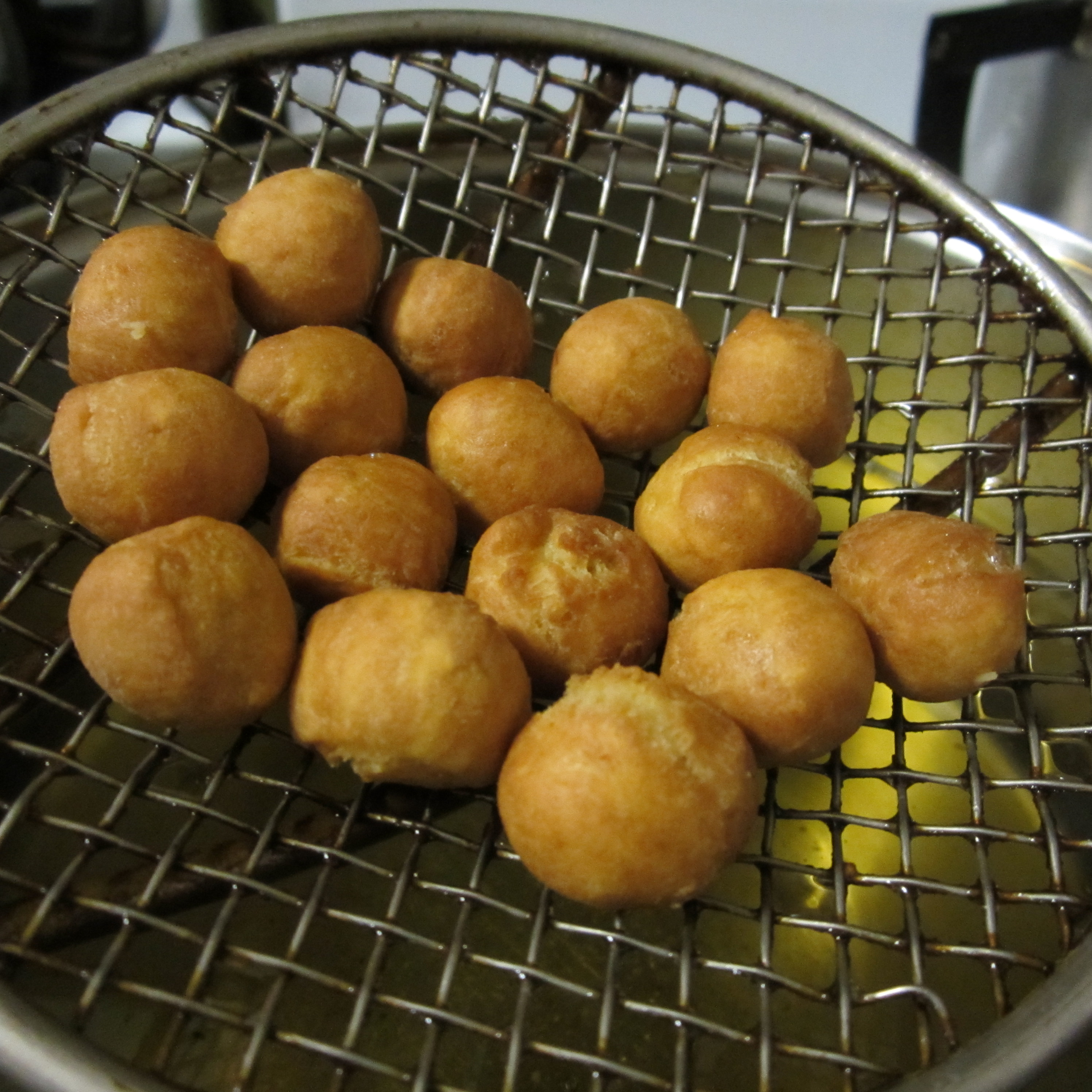
Struffoli po usmażeniu

## Podobne dania[5]
- Piñonate (Andaluzja)
- Gulab jamun (Azja Południowa)
- Croquembouche (Francja)
- Lokma (Morze Śródziemne)
- Pignolata (Sycylia)
- Teiglach (ciasteczka żydowskie)
- Czak-czak (danie tatarskie, baszkirskie i środkowoazjatyckie)